# Elena (Künstlerin)
Elena (* 22. Januar 1988 als Elena Bongartz in Aachen; seit 2018 Künstlername Ada Brodie) ist eine deutsche Songwriterin, Sängerin und Pianistin.

## Ausbildung und Privates
Elena ist die Schwester von David Garrett. Einem breiteren Publikum wurde sie 2016 mit ihrem Album Elena, produziert vom Berliner Musikproduzenten Kraans de Lutin, und dem u. a. vom Hamburger Produzententeam Madizin geremixten Song Flugmodus bekannt sowie mit einer Reihe von Unplugged-Auftritten im Frühjahr 2017 im Rahmen der Tour ihres Bruders David.
Elena lernte im Alter von sechs Jahren klassisches Klavierspiel und gewann u. a. mit 15 Jahren einen 1. Preis beim Bundeswettbewerb Jugend musiziert im Fach Klavierduo. Mit 14 Jahren sang sie das erste Mal solo im Rahmen eines Bigband-Konzertes; später erhielt sie Jazzgesangsunterricht von Sabine Kühlich.
Bongartz besuchte in Aachen zunächst das Einhard-Gymnasium, bevor sie zum Kaiser-Karls-Gymnasium wechselte, an dem sie 2007 ihr Abitur mit der Note 1,0 abschloss.
Nach einem Studium im Fach Jazz- und Popgesang am Conservatorium Maastricht und einem ergänzenden Masterstudium im Fach Kulturmanagement an der Hochschule für Musik und Theater Hamburg erhielt sie einen Plattenvertrag beim Label Deag Music, nachdem sie eine erste EP unter dem Namen Séraphine aufgenommen, jedoch nie breiter veröffentlicht hatte.

## Künstlerische Entwicklung
Elena singt, rappt und spielt Klavier. Sie spielt bei ihren Auftritten gelegentlich auch Moog Bass, Ukulele und Schlagzeug.
Über ihr erstes Album schrieb die Aachener Zeitung: „Seit den 80er Jahren wurde die Verbindung zwischen handwerklichem Können und einzigartigem musikalischen Ausdruck [...] selten mit so viel Herzblut gefüttert wie auf dem Einstiegswerk der 28-Jährigen.“ Für den Tagesspiegel klingt das Album dagegen ein wenig nach „Girlie-Pop“. Während manche Kritiker den Ohrwurmcharakter des Albums positiv bewerten, sehen andere darin gelegentliche Ausflüge in den Pop-Schlager. Insgesamt lässt sich das erste Album im deutschsprachigen Soul/Pop-Genre verorten. Im Sommer 2016 spielte Elena neben einer kleineren Clubtour auch als Support für Katie Melua.
Seit 2017 arbeitet Elena als Independent Artist; ihr Stil ist jazziger geworden und enthält mehr Rap/Spoken-Word-Elemente. Das Album Shit vergangener Tage bezeichnet die Künstlerin selbst als Mixtape; dabei wurde auf einen Produzenten verzichtet, das Album entstand im Alleingang. Sie erhielt dafür eine Förderung der Initiative Musik. Schon im Vorfeld erregte sie Aufsehen mit ihrem Video Wut im Bauch, in dem sie nur in Frischhaltefolie bekleidet im Spoken-Word-Stil darüber rappt, „wie satt sie es hat, dass selbstbewusste Frauen als zickig gelten und aufgrund ihres Hinterns auf irgendeiner Sexiness-Skala eingeordnet werden.“
Im November 2018 veröffentlichte sie unter ihrem neuen Künstlernamen Ada Brodie ein englischsprachiges Jazz-Album.
Elena arbeitet vorwiegend als Studiosängerin und ist u. a. mehrfach auf dem Album On the Move von Jan Leyk zu hören.

## Diskografie

### Alben
- Elena (Deag Music, CD / digital, 2016)
- Shit vergangener Tage (recordjet, CD / digital, 2017)
- The Grand Tale als Ada Brodie (recordjet, Vinyl / digital, 2018)

### Singles
- Die Bombe (2017)
- Marathon (2017)
- Rollerskates (2018)
- Dieser Augenblick (2018)